# زیر رنگ آبی
زیر رنگ آبی (به انگلیسی: Beneath the Blue) فیلمی درام محصول سال ۲۰۱۰ آمریکا و دنباله‌ای بر فیلم چشم دلفین است. این فیلم همچنین با نام راه دلفین (به انگلیسی: Way of the Dolphin) هم شناخته می‌شود.

## داستان
پژوهشگران دلفین مشکوک شده‌اند که برنامه ردیاب صوتی نیروی دریایی ایالات متحده، دلیل مرگ و میر دلفینها است. هنگامی که نیروی دریایی ایالات متحده دلفینی از تحقیقات علمی را می‌رباید، یک محقق دلفین نوجوان، آلیسا هاوک (کیتلین واکس)، برای نجات دلفین، هرگونه خطر گرفتار شدن را به جان می‌خرد.

## بازیگران
- پل وسلی در نقش کریگ موریسون[۲]
- کیتلین واکس در نقش آلیسا هاوک
- دیوید کیت در نقش دکتر هاوک
- کریستین آدامز در نقش تامیکا
- ایوانا ملیسویک در نقش گوئن
- مایکل ایرون ساید در نقش بلین
- جورج هریس در نقش دنیل
- سامانتا جید در نقش کیتا
- لیه انیس در نقش دووِی